# Микивер, Тыну Арнольдович
Тыну Арнольдович Микивер (2 августа 1943, Локса — 21 марта 2017, Таллин) — эстонский актёр. Брат Микка Микивера.
Родился в семье Арнольда Микивера (1896—1968), директора школы в Локсе, и его жены Хильды (1906—1992), учительницы математики. В 1961 году окончил эту школу, а в 1965 году — факультет исполнительского искусства Таллиннской государственной консерватории.
В 1965 году стал одним из основателей Государственного молодёжного театра Эстонской ССР, где играл на протяжении 12 лет. Среди наиболее заметных ролей — Гемон в «Антигоне» Жана Ануя (1967, постановка Микка Микивера) и судья Уоргрейв в «Десяти негритятах» Агаты Кристи (1976, постановка Мати Унта).
В 1977—2007 гг. актёр Эстонского драматического театра, работал с режиссёрами Эвальдом Хермакюлой, Прийтом Педаясом, Хендриком Тоомпере. Среди основных ролей — Каарел («В вихре ветров» Аугуста Кицберга, 1979), Себастьян («Буря» Шекспира, 1986), Беньямин («Finis nihili» Мадиса Кыйва, 2004).
Микивер читал тексты ко многим документальным и художественным фильмам, а также к сериалу «Дома и за границей», который уже много лет идет на эстонских телеканалах.

## Фильмография
- 1968 — Затемнённые окна / Pimedad aknad — немецкий офицер-моряк, посетитель борделя
- 1968 — Люди в солдатских шинелях / Inimesed sõdurisinelis — Агур
- 1970 — Дуэт-дуэль / Duett-duell — дуэлянт — главная роль
- 1970 — Заблудшие / Valge laev — Якоб — главная роль
- 1971 — Возвращение к жизни — милиционер в бане
- 1972 — Кровавый камень / Verekivi — Дитрих, сын Юкскюля
- 1974 — Опасные игры / Ohtlikud mängud
- 1977 — Скорпион / Reigi opetaja — Ионас Кемпе
- 1978 — Три рубина / Kolm rubiini — начальник Свердловского отдела уголовного розыска
- 1980 — Два дня из жизни Виктора Кингисеппа / Kaks päeva Viktor Kingissepa elust — Ханс Бухельманн
- 1980 — Лесные фиалки / Metskannikesed — Анти
- 1984 — Ночная исповедь / Pihtimuste oo (фильм-спектакль) — Борис Ильич Глебов, хирург, главрач городской больницы
- 1986 — Гонка века — эпизод
- 1988 — Утомлённое солнце / 봄에서 여름으로 (СССР, КНДР) — английский доктор-военнопленный
- 2009 — Исаев (Россия) — подмигивающий охранник
- 2010 — Красная ртуть / Punane elavhõbe (Россия, Эстония) — Эдуард Янович